# Copa Continental de la IAAF de 2014
La II Copa Continental de la IAAF se celebró los días 13 y 14 de septiembre de 2014. La sede de los eventos fue el estadio de Marrakech, ubicado en la ciudad de Marrakech, Marruecos. El certamen fue ganado por el equipo de Europa que acumuló el mayor número de puntos en todas las pruebas atléticas. En esta competencia se implantó un récord de campeonato. 

## Reglas
Las reglas de competencia para la copa continental fueron las siguientes:
- Compitieron cuatro equipos de igual número de zonas geográficas: África, Américas, Asia-Pacífico y Europa.
- Cada equipo era representado por dos atletas de diferentes países para un evento, tanto en masculino como en femenino. En el caso de las carreras de relevos había un equipo por región.
- No estaba permitida la inscripción de un atleta para las pruebas de 3000 m y 5000 m.
- Cada equipo tuvo a disposición tres atletas de reserva.
- Al ganador de cada evento se le otorgó 8 puntos, al segundo lugar 7, al tercero 6 y así sucesivamente hasta el octavo puesto. En caso de que un atleta no iniciase el evento, no lo terminase o quedare descalificado, la asignación de puntos era la misma como si todos hubieran competido, pero el atleta perjudicado no obtendría puntos. Para las carreras de relevos se otorgaron 15 puntos al equipo ganador, 11 puntos al segundo puesto, siete al tercero y tres al cuarto. El equipo que acumuló más puntos de la sumatoria de sus atletas participantes se consagró como el ganador de la copa continental.
- En caso de empate en posiciones en un evento, se sumaron los puntos de los involucrados como si no existiera igualdad y se dividieron entre el número de atletas. En caso de empate en puntos en la tabla general, se otorgó la mejor posición al equipo con el mayor número de primeros puestos, si persistía el empate, al que tuviera el mayor número de segundos puestos, y así sucesivamente si todavía persistía el empate.

## Selección de atletas
Los atletas integrantes de cada equipo se escogieron de acuerdo a su participación en torneos continentales o el ranking del año en curso.
| Equipo        | Criterio de selección       |
| ------------- | --------------------------- |
| África        | Campeonato Africano de 2014 |
| Américas      | Selección por ranking.      |
| Asia-Pacífico | Selección por ranking.      |
| Europa        | Campeonato Europeo de 2014  |

## Posiciones
| Lugar | Equipo        | Posición | Posición | Posición | Posición | Posición | Posición | Posición | Posición | Puntos |
| Lugar | Equipo        | 1°       | 2°       | 3°       | 4°       | 5°       | 6°       | 7°       | 8°       | Puntos |
| ----- | ------------- | -------- | -------- | -------- | -------- | -------- | -------- | -------- | -------- | ------ |
| 1°    | Europa        | 128      | 114      | 90       | 45,5     | 48       | 15       | 4        | 3        | 447,5  |
| 2°    | Américas      | 117      | 112      | 54       | 30       | 32       | 15       | 24       | 6        | 390    |
| 3°    | África        | 95       | 70       | 18       | 55       | 24       | 45       | 26       | 6        | 339    |
| 4°    | Asia-Pacífico | 8        | 28       | 48       | 55,5     | 40       | 42       | 18       | 18       | 257,5  |

## Resultados

### Masculino
| Evento                  | Oro                                                                                                   | Plata | Bronce                                                                                                 |
| ----------------------- | --- | --- | --- |
| 100 m                   | James Dasalou Reino Unido 10,03 Europa                                                                | Mike Rodgers Estados Unidos 10,04 Américas                                                                    | Femi Ogunode Catar 10,04 Asia-Pacífico                                                                 |
| 200 m                   | Alonso Edward · Panamá · 19,98 · Américas                                                             | Rasheed Dwyer Jamaica 19,98 Américas                                                                          | Femi Ogunode Catar 20,17 Asia-Pacífico                                                                 |
| 400 m                   | LaShawn Merritt Estados Unidos 44,60 Américas                                                         | Isaac Makwala Botsuana 44,84 África                                                                           | Yousef Ahmed Masrahi Arabia Saudita 45,03 Asia-Pacífico                                                |
| 800 m                   | Nijel Amos Botsuana 1:44,88 África                                                                    | Mohammed Aman Etiopía 1:45,34 África                                                                          | Adam Kszczot · Polonia · 1:45,72 · Europa                                                              |
| 1500 m                  | Ayanleh Souleiman Yibuti 3:48,91 África                                                               | Asbel Kiprop Kenia 3:49,10 África                                                                             | Mahiedine Mekhissi-Benabbad Francia 3:49,53 Europa                                                     |
| 3000 m                  | Caleb Ndiku Kenia 7:52,64 África                                                                      | Hayle Ibrahimov Azerbaiyán 7:53,14 Europa                                                                     | Bernard Lagat Estados Unidos 7:53,95 Américas                                                          |
| 5000 m                  | Isaiah Koech Kenia 13:26,86 África                                                                    | Zane Robertson Nueva Zelanda 13:29,27 Asia-Pacífico                                                           | Nguse Amlosom Eritrea 13:31,31 África                                                                  |
| 3000 m obstáculos       | Jairus Birech Kenia 8:13,18 África                                                                    | Evan Jager Estados Unidos 8:14,08 Américas                                                                    | Abubaker Ali Kamal Catar 8:17,27 Asia-Pacífico                                                         |
| 110 m vallas            | Sergey Shubenkov · Rusia · 13,23 · Europa                                                             | Ronnie Ash Estados Unidos 13,25 Américas                                                                      | William Sharman Reino Unido 13,25 Europa                                                               |
| 400 m vallas            | Cornel Fredericks Sudáfrica 48,34 África                                                              | Kariem Hussein · Suiza · 48,47 · Europa                                                                       | Javier Culson Puerto Rico 48,88 Américas                                                               |
| Salto de altura         | Bohdan Bondarenko · Ucrania · 2,37 · Europa                                                           | Iván Újov · Rusia · 2,34 · Europa                                                                             | Mutaz Essa Barshim Catar 2,34 Asia-Pacífico                                                            |
| Salto con pértiga       | Renaud Lavillenie Francia 5,80 Europa                                                                 | Changrui Xue China 5,65 Asia-Pacífico                                                                         | Mark Hollis Estados Unidos 5,55 Américas                                                               |
| Salto de longitud       | Ignisius Gaisah · Países Bajos · 8,11 · Europa                                                        | Will Claye Estados Unidos 7,98 Américas                                                                       | Zack Visser Sudáfrica 7,96 África                                                                      |
| Triple salto            | Benjamin Compaoré Francia 17,48 Europa                                                                | Godfrey Khotso Mokoena Sudáfrica 17,35 África                                                                 | Will Claye Estados Unidos 17,21 Américas                                                               |
| Lanzamiento de peso     | David Storl · Alemania · 21,55 · Europa                                                               | O'Dayne Richards Jamaica 21,10 Américas                                                                       | Joe Kovacs Estados Unidos 20,87 Américas                                                               |
| Lanzamiento de disco    | Gerd Kanter Estonia 64,46 Europa                                                                      | Jorge Yadián Fernández · Cuba · 62,97 · Américas                                                              | Jason Morgan Jamaica 62,70 Américas                                                                    |
| Lanzamiento de martillo | Krisztián Pars · Hungría · 78,99 · Europa                                                             | Mostafa Elgamel · Egipto · 78,89 · África                                                                     | Pawel Fajdek · Polonia · 78,05 · Europa                                                                |
| Lanzamiento de jabalina | Ihab Abdelrahman El Sayed · Egipto · 85,44 · África                                                   | Vitezslav Veselý · República Checa · 83,77 · Europa                                                           | Keshorn Walcott Trinidad y Tobago 83,52 Américas                                                       |
| 4 × 100 m               | Américas Kim Collins (SKN) Mike Rodgers (SKN) Nesta Carter (JAM) Richard Thompson (TTO) 37,97         | Europa James Ellington (GBR) Henry Aikines-Aryeetey (GBR) Richard Kilty (GBR) Christophe Lemaitre (FRA) 38,62 | África Mark Jelks (NGR) Mozavous Edwards (NGR) Joseph Obinna Metu (NGR) Ogho-Oghene Egwero (NGR) 39,10 |
| 4 × 400 m               | África Boniface Mucheru (KEN) Isaac Makwala (BOT) Saviour Kombe (ZAM) Wayde van Niekerk (RSA) 3:00,02 | Europa Conrad Williams (GBR) Jakub Krzewina (POL) Donald Sanford (ISR) Martyn Rooney (GBR) 3:00,10            | Américas Javier Culson (PUR) Chris Brown (BAH) Kim Collins (SKN) LaShawn Merritt (USA) 3:02,78         |

### Femenino
| Evento                  | Oro | Plata                                                                                              | Bronce |
| ----------------------- | --- | -------------------------------------------------------------------------------------------------- | --- |
| 100 m                   | Veronica Campbell-Brown Jamaica 11,08 Américas                                                                             | Michelle-Lee Ahye Trinidad y Tobago 11,25 Américas                                                 | Dafne Schippers · Países Bajos · 11,26 · Europa                                                           |
| 200 m                   | Dafne Schippers · Países Bajos · 22,28 · Europa                                                                            | Joanna Atkins Estados Unidos 22,53 Américas                                                        | Myriam Soumaré Francia 22,58 Europa                                                                       |
| 400 m                   | Francena McCorory Estados Unidos 49,94 Américas                                                                            | Novlene Williams-Mills Jamaica 50,08 Américas                                                      | Libania Grenot · Italia · 50,60 · Europa                                                                  |
| 800 m                   | Eunice Sum Kenia 1:58,21 África                                                                                            | Ajee Wilson Estados Unidos 2:00,07 Américas                                                        | Marina Arzamasova · Bielorrusia · 2:00,31 · Europa                                                        |
| 1500 m                  | Sifan Hassan · Países Bajos · 4:05,99 · Europa                                                                             | Shannon Rowbury Estados Unidos 4:07,21 Américas                                                    | Dawit Seyaum Etiopía 4:07,61 África                                                                       |
| 3000 m                  | Genzebe Dibaba Etiopía 8:57,53 África                                                                                      | Meraf Bahta · Suecia · 8:58,48 · Europa                                                            | Susan Kuijken · Países Bajos · 9:01,41 · Europa                                                           |
| 5000 m                  | Almaz Ayana Etiopía 15:33,32 África                                                                                        | Joyce Chepkirui Kenia 15:58,31 África                                                              | Joanne Pavey Reino Unido 15:58,67 Europa                                                                  |
| 3000 m obstáculos       | Emma Coburn Estados Unidos 9:50,67 Américas                                                                                | Hiwot Ayalew Etiopía 9:51,59 África                                                                | Ruth Jebet Baréin 9:55,24 Asia-Pacífico                                                                   |
| 110 m vallas            | Dawn Harper Estados Unidos 12,47 (RC) Américas                                                                             | Tiffany Porter Reino Unido 12,51 Europa                                                            | Cindy Roleder · Alemania · 13,02 · Europa                                                                 |
| 400 m vallas            | Kaliese Spencer Jamaica 53,81 Américas                                                                                     | Eilidh Child Reino Unido 54,42 Europa                                                              | Kemi Adekoya Baréin 54,79 Asia-Pacífico                                                                   |
| Salto de altura         | María Kúchina · Rusia · 1,99 · Europa                                                                                      | Chaunté Lowe Estados Unidos 1,97 Américas                                                          | Ana Simić · Croacia · 1,95 · Europa                                                                       |
| Salto con pértiga       | Ling Li China 4,55 Asia-Pacífico                                                                                           | Angelina Zhuk-Krasnova · Rusia · 4,45 · Europa                                                     | Lisa Ryzih · Alemania · 4,30 · Europa · Alana Boyd · Australia · 4,30 · Asia-Pacífico                     |
| Salto de longitud       | Éloyse Lesueur Francia 6,66 Europa                                                                                         | Ivana Španović Serbia 6,56 Europa                                                                  | Tianna Bartoletta Estados Unidos 6,45 Américas                                                            |
| Triple salto            | Caterine Ibargüen · Colombia · 14,52 · Américas                                                                            | Ekaterina Koneva · Rusia · 14,27 · Europa                                                          | Olha Saladukha · Ucrania · 14,26 · Europa                                                                 |
| Lanzamiento de peso     | Christina Schwanitz · Alemania · 20,02 · Europa                                                                            | Michelle Carter Estados Unidos 19,84 Europa                                                        | Lijiao Gong China 19,23 Asia-Pacífico                                                                     |
| Lanzamiento de disco    | Gia-Lewis Smallwood Estados Unidos 64,55 Américas                                                                          | Dani Samuels Australia 64,39 Asia-Pacífico                                                         | Sandra Perković · Croacia · 62,08 · Europa                                                                |
| Lanzamiento de martillo | Anita Wlodarczyk · Polonia · 75,21 · Europa                                                                                | Amanda Bingson Estados Unidos 72,38 Américas                                                       | Martina Hrasnová · Eslovaquia · 70,47 · Europa                                                            |
| Lanzamiento de jabalina | Barbora Špotáková · República Checa · 65,52 · Europa                                                                       | Sunette Viljoen Sudáfrica 63,76 África                                                             | Elizabeth Gleadle · Canadá · 61,38 · Américas                                                             |
| 4 × 100 m               | Américas Tianna Bartoletta (USA) Michelle-Lee Ahye (TTO) Samantha Henry-Robinson (JAM) Veronica Campbell-Brown (JAM) 42,44 | Europa Asha Philip (GBR) Ashleigh Nelson (GBR) Anyka Onuora (GBR) Desiree Henry (GBR) 42,98        | Asia-Pacífico Yuki Miyazawa (JPN) Mizuki Nakamura (JPN) Tomoka Tsuchihashi (JPN) Yuki Jimbo (JPN) 45,40   |
| 4 × 400 m               | Américas Christine Day (JAM) Francena McCorory (USA) Stephanie Ann McPherson (JAM) Novlene Williams-Mills (JAM) 3:20,93    | Europa Indira Terrero (ESP) Malgorzata Holub (POL) Olha Zemlyak (UKR) Libania Grenot (ITA) 3:24,12 | África Patience George (NGR) Folasade Abugan (NGR) Ada Favour Benjamin (NGR) Kabange Mupopo (ZAM) 3:25,51 |

RC: Récord de campeonato.